# كريس آرثر
كريس آرثر (بالإنجليزية: Chris Arthur)‏ (25 يناير 1990 في المملكة المتحدة - ) هو لاعب كرة قدم بريطاني في مركز الوسط. لعب مع روشدين ودايموندز وكوينز بارك رينجرز ونادي نورثامبتون تاون ونادي كيترينغ تاون وهايز وييدينغ يونايتد ‏ ونادي كامبريدج ستي وإيه أف سي ويمبلدون.

## وصلات خارجية
- كريس آرثر على موقع قاعدة بيانات كرة القدم.إي يو (الإنجليزية)
- كريس آرثر على موقع Soccerbase.com (لاعب) (الإنجليزية)